# Przekolno
Przekolno (niem. Groß Ehrenberg) – wieś sołecka w Polsce położona w województwie zachodniopomorskim, w powiecie choszczeńskim, w gminie Pełczyce. W latach 1975–1998 miejscowość administracyjnie należała do województwa gorzowskiego. W roku 2007 wieś liczyła 486 mieszkańców. 
Kolonia wchodząca w skład sołectwa: Trynno.

## Geografia
Wieś leży ok. 5,5 km na wschód od Pełczyc, między Bolewicami a Krzęcinem.

## Historia
Wieś wzmiankowana w źródłach od 1250 r., do wojny trzydziestoletniej w obrębie księstwa pomorskiego, później Brandenburgii. Pierwotnie najpewniej stanowiła własność zakonną, od pocz. XV wieku poświadczona własność świecka (ród Bradelow). W trzeciej ćw. XV w. - w konsekwencji wojen - Przekolno zostało całkowicie zniszczone. Od schyłku tegoż stulecia następują częste zmiany właścicieli: są to rody von Wedel, von Wreech, von Waldow, von Bornstädt, od 1863 r. rodzina Hoffmanów. Z dwoma ostatnimi należy łączyć utworzenie folwarków w ich obecnym usytuowaniu. W wieku XVI założono komorę celną. Na pocz. XX w. wieś liczyła ponad 500 mieszkańców. W 1929 r. jako właścicielka majątku ziemskiego wymieniona jest Jouanne Hedwig. Po II wojnie światowej majątek upaństwowiono, tworząc na jego bazie Państwowe Gospodarstwo Rolne, część chłopska pozostała w użytkowaniu rolników indywidualnych.

## Zabytki
Do wojewódzkiego rejestru zabytków wpisane są. 
- zespół kościoła filialnego:
  - kościół pw. Matki Boskiej Częstochowskiej z drugiej połowy XIII wieku, XV i XIX wieku; kościół filialny, rzymskokatolicki należący do parafii pw. św. Antoniego Padewskiego w Będargowie, dekanatu Barlinek, archidiecezji szczecińsko-kamieńskiej, metropolii szczecińsko-kamieńskiej. Zbudowany z kamiennych ciosów, dostawiona w połowie nawy od południa wieża z XV wieku z baniastym hełmem z wysoką iglicą:
  - dawny cmentarz przy kościele, nieczynny, z XIV-XIX wieku, kaplica cmentarna z XIX w.
  - pomnik mieszkańców wsi poległych w I wojnie światowej
  - głaz nagrobny, z 1927 roku
  - ogrodzenie, murowane z bramkami, z XIX wieku
- zespół pałacowy, w skład którego wchodzą: 
  - pałac z drugiej połowy XVIII wieku, przebudowany w 1870 r. oraz na pocz. XX wieku,
  - park z XVIII i XIX w.[6]